# ウィリアム・ライカー
ウィリアム・ハリソン・ライカー（William Harrison Riker、1920年9月22日 - 1993年6月23日）は、アメリカの政治学者。

## 概歴
アイオワ州デモイン生まれ。1948年、ハーバード大学でPh.D.（博士号）を取得した。その後ウィスコンシン州アップルトンにあるローレンス大学で助教授となり、後に教授に昇格する。1962年、ロチェスター大学に移り、同年から1977年まで政治学部長を務める。1977年以降もロチェスターに残り教授として奉職する。1982年から83年にかけては、アメリカ政治学会会長を務めた。
ライカーはまず、伝統的手法によるアメリカ政治の実証分析でその経歴をスタートさせた。しかし1950年代半ばから方法論的個人主義を取り入れ、合理的選択理論を自身の政治分析に応用するようになる。その後、ゲーム理論やフォーマル・セオリー（フォーマル・メソッド）を政治学に導入した。その契機となったのが1962年の著書The Theory of Political Coalitionsである。同書は政治学の分野においてゲーム理論を応用して書かれた最初の本の一つである。このようにライカーは政治学における数理分析の開拓者と考えられている。その政治学は、社会的選択理論の導入とゲーム理論など人工的記述言語・記号を用いたモデルによる演繹的分析を特徴とする。ライカーはこれを実証政治理論（Positive Political Theory）と呼んだ。実証政治理論は今日、政治学において有力な地位を占めるに至っている。
ライカーはロチェスター大学政治学部長として、同学部の教育水準の向上に取り組んだ。その結果ロチェスター大学の政治学のプログラムは全米有数との評価を得るようになった。現在でもロチェスター大学政治学部の教育内容は高く評価されている。特にライカーの専門である政治学における数理分析、すなわち実証政治理論の分野では長年拠点校として中心的な位置を占めてきた。そのため、実証政治理論をロチェスター学派と呼称することもしばしばであった。門下生からはピーター・オードシュック（カリフォルニア工科大学教授）、リチャード・マッケルヴィー（故人，元カリフォルニア工科大学教授）、ケネス・シェプスリ（ハーヴァード大学教授）などの実証政治理論及び政治経済学の第一人者を輩出している。

## 著書

### 単著
- Democracy in the United States, (Macmillan, 1953).
- The Study of Local Politics, (Random House, 1956).
- Soldiers of the States: the Role of the National Guard in American Democracy, (Public Afairs Press, 1957).
- The Theory of Political Coalitions, (Yale University Press, 1962).
- Liberalism against Populism: A Confrontation between the Theory of Democracy and the Theory of Social Choice, (W. H. Freeman, 1982).

森脇俊雅訳『民主的決定の政治学――リベラリズムとポピュリズム』（芦書房, 1991年）
- The Art of Political Manipulation, (Yale University Press, 1986).
- The Development of American Federalism, (Kluwer Academic Publishers, 1987).
- The Strategy of Rhetoric: Campaigning for the American Constitution, ed. by Randall L. Calvert, John Mueller and Rick K. Wilson, (Yale University Press, 1996).

### 共著
- An Introduction to Positive Political Theory, with Peter C. Ordeshook, (Prentice-Hall, 1973).

### 編著
- Agenda Formation, (University of Michigan Press, 1993).